# Casino Royale (film fra 1954)
 Denne artikel omhandler en film fra 1954. Opslagsordet har også en anden betydning, se Casino Royale (flertydig).
Casino Royale er en amerikansk tv-film fra 1954, der er baseret på Ian Flemings roman af samme navn fra 1953 om den hemmelige agent James Bond. Tv-filmen var et afsnit i antologiserien Climax! og var den første filmatisering af en James Bond-roman. Hovedrollen spilles af Barry Nelson, og blandt de øvrige medvirkende ses Peter Lorre, Linda Christian og Michael Pate. I modsætning til romanerne hvor Bond er en britisk agent, er han her en amerikansk agent, der desuden kaldes for "Jimmy" af flere andre personer.
Det meste af den da nærmest glemte film blev lokaliseret i 1980'erne af filmhistorikeren Jim Schoenberger, og senere blev slutningen med rulleteksterne også fundet. Begge kopier er sort/hvide kinescopes, men den oprindelige direkte udsendelser var i farver. Rettighederne til tv-filmen blev overtaget af MGM, da de også overtog rettighederne til parodien Casino Royale fra 1967. Dermed fik de styr på de juridiske rettigheder, så der kunne lave en Casino Royale i Eon Productions' filmserie om James Bond i 2006.

## Handling
1. akt: Den amerikanske "Combined Intelligence"-agent James Bond bliver beskudt af en lejemorder. Han undgår dog kuglerne og går ind i Casino Royale. Her møder han sin britiske kontakt, Clarence Leiter, der husker "Card Sense Jimmy Bond", fra da han spillede mod maharajaen ved Deauville. Bond forklarer reglerne i kortspillet baccarat, mens Leiter forklarer, at Bonds mission er at besejre spionen Le Chiffre i baccarat og tvinge hans sovjetiske arbejdsgivere til at "pensionere" ham. Bond møder en tidligere elsker, Valerie Mathis, der nu er Le Chiffres kæreste. Han møder også Le Chiffre selv.
2. akt: Bond slår Le Chiffre i baccarat, men da han vender tilbage til sit hotelværelse, bliver han og Mathis konfronteret af Le Chiffre og hans bodyguards. Le Chiffre har fundet ud af, at Mathis er agent for Deuxième Bureau, Frankrigs daværende militære efterretningstjeneste.
3. akt: Le Chiffre  torturerer Bond for at finde ud af, hvor Bond har gemt checken med sin gevinst, men Bond afslører det ikke. Efter en kamp mellem Bond og Le Chiffres vagter, skyder og sårer Bond Le Chiffre og redder samtidig Mathis. Den udmattede Bond sætter sig i en stol overfor Le Chiffre for at snakke. Mathis sætter sig mellem dem, men Le Chiffre griber hende bagfra og truer hende med et skjult barberblad. Da Le Chiffre bevæger sig mod døren med Mathis som et skjold, kæmper hun imod og kommer lidt fri, så Bond bliver i stand til at skyde Le Chiffre.

## Medvirkende
- Barry Nelson – James 'Jimmy' Bond
- Peter Lorre – Le Chiffre
- Linda Christian – Valerie Mathis
- Michael Pate – Clarence Leiter
- Eugene Borden – Chef De Partie
- Jean Del Val – Croupier
- Gene Roth – Basil
- Kurt Katch – Zoltan
- Ukendt skuespiller - Zuroff
- William Lundigan - Vært/sig selv
- Herman Belmonte - Dørvogter

## Produktion
I 1954 betalte CBS Ian Fleming 1.000 USD for rettighederne til at omsætte hans første roman, Casino Royale fra 1953, til en entimes tv-film, som en del af deres dramatiske antologi-serie Climax!, der blev sendt fra oktober 1954 til juni 1958. Manuskriptet blev skrevet af Charles Bennett og Anthony Ellis. Bennett var bedst kendt for sit samarbejde med Alfred Hitchcock, herunder De 39 trin fra 1935 og Sabotage fra 1936. Da tv-filmen skulle holdes indenfor en time, blev mange detaljer fra romaner undladt, selvom volden blev beholdt, navnlig i 3. akt.
Det en time lange afsnit Casino Royale blev sendt 21. oktober 1954 som en direkte optagelse med Barry Nelson som den hemmelige agent James Bond, Peter Lorre som skurken Le Chiffre og William Lundigan som vært. Den oprindeligt britiske Bond blev ændret til at være en amerikansk agent, der blev omtalt som arbejdende for "Combined Intelligence". Han blev støttet af den britiske agent Clarence Leiter, så på den måde blev det "engelsk-amerikanske forhold fra bogen vendt om for de amerikanske forbrugere." Clarence Leiter var en agent for Station S, som en kombination af romanens amerikanske agent Felix Leiter og den franske agent René Mathis. Navnet "Mathis" og hans forbindelse til Deuxième Bureau blev givet til den kvindelige hovedperson, der fik navnet Valérie Mathis i stedet for Vesper Lynd.
Senere fremkom der påstande om slutningen på udsendelsen, hvor "seere fra kyst til kyst så Peter Lorre, skuespilleren der spillede Le Chiffre, rejse sig fra gulvet efter sin "død" og begynde at gå til sin garderobe." Det er dog næppe korrekt.

## Bagefter
Fire år efter udsendelsen af Casino Royale inviterede CBS Fleming til at skrive 32 afsnit over to år til en tv-serie baseret på James Bond. Fleming gik med til det og begyndte at skrive oplæg til serien. Men da der ikke kom noget ud af det, valgte Fleming i stedet at omdanne tre af oplæggene til noveller, der blev udgivet sammen med to nye noveller i antologien For Your Eyes Only i 1960.
Tv-filmen var den første filmatisering af en James Bond-roman. Den blev lavet før dannelsen af Eon Productions, der begyndte at lave en decideret serie af Bond-film i 1962. Da MGM, der har del i rettighederne til deres film, overtog rettighederne til parodien Casino Royale fra 1967, overtog de imidlertid også rettighederne til tv-filmen.
Afsnittet Casino Royale var tabt i flere årtier efter udsendelsen i 1954, indtil en sort-hvid kinescope af den direkte udsendelse blev lokaliseret af filmhistorikeren Jim Schoenberger i 1981. Den blev også sendt på TBS som del af et Bond-filmmarathon. Man den oprindelige udsendelse fra 1954 havde været i farver, hvor kopien var i sort/hvid. Desuden manglede VHS-udgivelsen og TBS-udsendelsen de sidste to minutter, der stadig var tabt på det tidspunkt. Men de manglende optagelser med undtagelse af de sidste sekunder af rulleteksterne blev fundet og udgivet som del af en Spy Guise & Cara Entertainment-VHS. MGM udgav efterfølgende den ukomplette version på dvd- og blu-ray-udgivelserne af Casino Royale fra 1967.
David Cornelius fra Efilmcritic.com bemærkede, at det første akt gav efter for kiosklitteraturens spionkliché. Han syntes at Nelson var fejlkastet, snublede i sin tekst og manglede den nødvendige elegance i rollen. Han beskrev Lorre som "den virkelige attraktion her, den erfarne skurk arbejder i fuld væselform, et grotesk væsel hvis blotte tilstedeværelse gør dig ukomfortabel." Peter Debruge fra Variety roste også Lorre og anså ham for at være kilden til den smule charme "denne sjuskede forgænger til Bond-oeuvret kan tilbyde." Han beklagede desuden, at "det hele ser ud til at være gjort billigt" Debruge bemærkede dog, at selvom afsnittet havde meget få ting til fælles med Eon-serien, så gav Nelsons gengivelse af Bond "en realistisk menneskelig sårbarhed, der ikke ville dukke op igen, før Eon omsider lavede Casino Royale igen mere end et halvt århundrede senere."